# Today's Webtoon
Today's Webtoon (en hangul, 오늘의 웹툰; RR:  Oneurui weptun ) es una serie de televisión surcoreana dirigida por Jo Soo-won y Kim Young Hwan y protagonizada por Kim Se-jeong, Nam Yoon-soo y Choi Daniel. Está programada para emitirse por el canal SBS los viernes y sábados a las 22:00 horas (hora local coreana) desde el 29 de julio hasta el 17 de septiembre de 2022.

## Sinopsis
La serie cuenta la historia de On Ma-eum, una joven exintegrante de la selección nacional de judo, que sufrió una grave lesión y tuvo que renunciar a su sueño de ganar una medalla de oro olímpica. Los cómics habían sido su único placer en esos momentos. Tras superar una gran competencia logra un puesto de trabajo en un departamento editorial de webtoon, y debe luchar por adaptarse a esta nueva profesión.

## Reparto

### Principal
- Kim Sejeong como On Ma-eum, una joven que tras superar una gran competencia consigue un puesto de trabajo en un departamento editorial de Neon webtoon.[2][3]
- Nam Yoon-soo como Koo Joon-young, un nuevo empleado en el departamento editorial de Neon webtoon. Ha tenido una vida fácil hasta ahora, en que por vez primera se enfrenta a una situación que no puede controlar.[1][4][5]
- Choi Daniel como Seok Ji-hyung, el editor adjunto del departamento editorial de Neon webtoon. Es el mentor de Ma-eum, a la que apoya en silencio.[6]

### Secundario

#### Personas cercanas a Ma-eum
- Ko Chang-seok como On Ki-bong, el padre de Ma-eum, y entrenador de judo de la escuela secundaria.[7]
- Hwang Young-hee como Hwang Mi-ok, la madre de Ma-eum, la única que la apoyó cuando decidió trabajar como editora de webtoon.[8]
- Yoon Seo-ah como On Noo-ri, hermana de Ma-eum.[9]

#### Departamento editorial de Neon Webtoon
- Park Ho-san como Jang Man-cheol, el director del departamento editorial de Neon Webtoon, un experto editor con buen ojo. Es también una persona que superficialmente parece vanidosa, pero que lucha entre bastidores para proteger el departamento editorial.[10][11]
- Yang Hyun-min como Kwon Young-bae, el tercero en el departamento editorial después de Jang Man-cheol y el editor adjunto Seok Ji-hyung. Solo le interesa el rendimiento comercial y la máxima ganancia.[12]
- Kang Rae-yeon as Ki Yoo-mi.[13]
- Ahn Tae-hwan como Choi Doo-hee, editor del departamento.[14]

#### Autores dewebtoon
- Jang Sung-yoon como Lee Woo-jin.[15]
- Kim Kap-soo como Baek Eo-jin, un gigante en el mundo de los cómics coreanos, un maestro con más de treinta años de experiencia, que debe afrontar un nuevo medio, los webtoon.[16]
- Son Dong-woon como Oh Yoon, un autor de webtoon que ganó popularidad a través de la publicación de cómics diarios y que afronta ahora con el departamento editorial la serialización de su próximo trabajo.[17]
- Kim Do-hoon como Shin Dae-eon.[13]
- Jeon Hye-yeon como Koo Seul-ah.[13]
- Ha Yul-ri como Apple, una escritora estrella de webtoons.[18][19][20]
- Im Cheol-soo como Na Kang-nam, un popular y ya veterano escritor de webtoon.[21]
- Baek Seok-kwang como Im Dong-hee, un asistente que ha trabajado durante diez años con Baek Eo-jin.[22]

#### Otros
- Nam Bo-ra como Jang Hye-mi. Es la estrella principal de la industria, una mujer de gran ambición.[23]
- Ha Do-kwon como Huh Kwan-young.[12]
- Baek Joo-hee como Yoon Tae-hee.
- Jin Ye-sol como Ji Han-seul, novia de Na Kang-nam.[24]
- Kim Yong-seok como Ma Hae-kyoo, un genio dibujante que fue famoso en el pasado, pero ahora está alcoholizado y lleno de deudas.[25]
- Kim Soo-jin como Kang Kyung-ja.[26]
- Woo Jung-won como Kim Young-shin, CEO de Youngtoon.[27]

#### Apariciones especiales
- Hwang Hee como Ahn Kyoo-jin (episodio n.º 1).[28]
- Park Tae-joon como nuevo autor de webtoon (episodio n.º 2).[29]
- Meowy como una nueva autora de webtoon (episodio n.º 2).[29]

## Producción
Esta serie televisiva está basada en un popular manga japonés, Jūhan Shuttai!, escrito por Naoko Matsuda. Según el equipo de producción, es «un drama que transmite un mensaje de simpatía y consuelo a los jóvenes que están en la encrucijada entre el sueño y la realidad, un mensaje de apoyo a los oficinistas que están dando lo mejor de sí en sus respectivos puestos».
El director Jo Soo-won se ha ocupado también de muchas series de éxito, como I Can Hear Your Voice, Pinocchio, Treinta, pero aún diecisiete y Doctor John.
Con su personaje de Seok Ji-hyng, Choi Daniel regresa a la televisión después de cuatro años de ausencia. Salvo algunas apariciones especiales, su último trabajo había sido The Ghost Detective. Por otra parte, la serie supone el debut en ficción televisiva de Son Dong-woon, conocido sobre todo en el ámbito musical, como miembro del grupo masculino Highlight, aunque también ha sido actor de teatro.

## Audiencia
| Temporada | Temporada | Episodio número | Episodio número | Episodio número | Episodio número | Episodio número | Episodio número | Episodio número | Episodio número | Episodio número | Episodio número | Episodio número | Episodio número | Episodio número | Episodio número | Episodio número | Episodio número | Promedio |
| Temporada | Temporada | 1               | 2               | 3               | 4               | 5               | 6               | 7               | 8               | 9               | 10              | 11              | 12              | 13              | 14              | 15              | 16              | Promedio |
| --------- | --------- | --------------- | --------------- | --------------- | --------------- | --------------- | --------------- | --------------- | --------------- | --------------- | --------------- | --------------- | --------------- | --------------- | --------------- | --------------- | --------------- | -------- |
|           | 1         | 735             | 611             | 682             | 605             | 613             | —               | —               | —               | —               | —               | —               | —               | —               | —               | —               | —               | N/A      |

| Episodio | Fecha de emisión         | Índice de audiencia | Índice de audiencia |
| Episodio | Fecha de emisión         | Nielsen Korea       | Nielsen Korea       |
| Episodio | Fecha de emisión         | Nacional            | Seúl                |
| --- | ------------------------ | ------------------- | ------------------- |
| 1 | 29 de julio de 2022      | 4,1 % (16.ª)        | 4,0 % (17.ª)        |
| 2 | 30 de julio de 2022      | 3,1 % (22.ª)        | N.D.                |
| 3 | 5 de agosto de 2022      | 3,6 % (20.ª)        | 3,6 % (19.ª)        |
| 4 | 6 de agosto de 2022      | 3,1 % (21.ª)        | 3,6 % (19.ª)        |
| 5 | 12 de agosto de 2022     | 3,4 % (20.ª)        | 3,7 % (17.ª)        |
| 6 | 13 de agosto de 2022     | 2,8 % (25.ª)        | N.D.                |
| 7 | 19 de agosto de 2022     | 2,5 % (27.ª)        | N.D.                |
| 8 | 20 de agosto de 2022     | 2,2 % (30.ª)        | N.D.                |
| 9 | 26 de agosto de 2022     | 2,9 % (24.ª)        | N.D.                |
| 10 | 27 de agosto de 2022     | 1,5 % (43.ª)        | N.D.                |
| 11 | 2 de septiembre de 2022  | 2,3 % (29.ª)        | N.D.                |
| 12 | 3 de septiembre de 2022  | 2 % (36.ª)          | N.D.                |
| 13 | 9 de septiembre de 2022  | 2 % (40.ª)          | N.D.                |
| 14 | 10 de septiembre de 2022 | 1,9 % (41.ª)        | N.D.                |
| 15 | 16 de septiembre de 2022 | 2,4 % (26.ª)        | N.D.                |
| 16 | 17 de septiembre de 2022 | 1,6 % (45.ª)        | N.D.                |
| Promedio | Promedio                 | 2,6 %               | —                   |
| - En la tabla superior, en azul aparecen los índices más bajos, y en rojo los más altos. - N.D. indica que no se publicaron los datos correspondientes al capítulo. |                          |                     |                     |

## Premios y nominaciones
| Año  | Premios            | Categoría              | Candidato   | Resultado | Ref.          |
| ---- | ------------------ | ---------------------- | ----------- | --------- | ------------- |
| 2022 | Korea Drama Awards | Mejor actor de reparto | Park Ho-san | Ganador   | [ 33 ] [ 34 ] |
| 2022 | Korea Drama Awards | Mejor actor revelación | Kim Do-hoon | Ganador   | [ 33 ] [ 34 ] |